# Sébastien Michaëlis
Sébastien Michaëlis (ur. ok. 1543 w Saint-Zacharie, zm. 5 maja 1618 w Paryżu) – francuski inkwizytor i przeor zakonu Dominikanów. Jego Histoire admirable de la possession d'une penitente (1612) zawiera klasyfikację demonów, która przeszła do powszechnego użytku w literaturze ezoterycznej.
Jako wiceinkwizytor Awinionu w 1582 uczestniczył w procesie zakończonym skazaniem na śmierć i spaleniem 18 osób oskarżonych o czary.